# Біржовий комітет
Біржовий комітет — орган управління біржею. Обирається загальними зборами членів біржі на обумовлений час. Визначає економічну політику та основні напрями діяльності біржі. Біржовий комітет здійснює контроль за роботою структурних підрозділів.
Біржовий комітет діє в період між загальними зборами членів біржі, здійснює контроль за діяльністю правління біржі, розпоряджається фінансовими коштами, іншим майном біржі, представник біржі в державних органах, призупиняє діяльність членів біржі, створює необхідні підрозділи біржі і затверджує тимчасові положення, рекомендації, інші документи, що регламентують її діяльність, здійснює контроль за дотриманням правил біржової торгівлі, її учасниками.
Рішення біржового комітету буде прийнято, якщо за нього проголосує проста більшість.
Збирається біржовий комітет при необхідності, але не менше одного разу в квартал на вимогу голови або на вимогу членів комітету, які мають 1/3 голосів.

## Історія
Біржові комітети діяли згідно зі статутами. У Російській імперії через відстороненість торгово-промислового класу від політичної влади Б.к. виконували ще й представницьку функцію. 1905 Б.к. було надано право посилати своїх представників від торгівлі та промисловості у Державну раду. Від 1906 стали складовою частиною всеросійської організації буржуазії – з'їздів біржової торгівлі й сільського господарства. На початку 20 ст. в Україні діяло 11 Б.к. Багато років підряд їх очолювали у Харкові М.Авдаков та О.Алчевський, в Одесі – М.Чихачов, Миколаєві – Ф.Фрішен, Херсоні – М.Рабинович, Катеринославі (нині Дніпропетровськ) – Л.Дмитрієв та ін. Припинили діяльність разом з ліквідацією бірж у СРСР.